# Дева Дуная (балет)
«Дева Дуная» (фр. La Fille du Danube) — балет в 2 актах 4 картинах. Композитор А. Адан, автор либретто и балетмейстер Филиппо Тальони.
Это романтический балет с обязательным для этого жанра волшебным миром, уводящим от реалий действительности с её бытовыми и социальными проблемами в мир высоких красивых и сильных эмоций. Именно эта эстетика была присуща постановкам Ф. Тальони, которого Ю.А. Бахрушин называет первым романтическим балетмейстером. Балет Тальони ставил специально для своей дочери Марии, известной балерины. Премьера прошла в Парижской опере 21 сентября 1836 года.

## Сюжет
Героиня по имени Флёр де Шан, что значит Полевой цветок, — это имя она получила, когда её, сироту, нашли в поле среди цветов, — юная красавица, которой покровительствует Нимфа Дуная (в некоторых постановках главную героиню переименовали в Дочь Дуная). Она любит и любима, её избранника зовут Рудольф, он молодой оруженосец важного и злого барона.
А сам барон как раз собирается жениться, но достойную невесту он пока не нашёл и находится в поисках её. Красавица Флёр де Шан привлекла его внимание, и на ней решил он остановить свой выбор. Влюблённые в отчаянии. Но никакие их мольбы на жестокого барона не действуют. И тогда, чтобы не выходить замуж за нелюбимого, юная красавица бросилась в Дунай. Рудольф, помрачившись рассудком, через некоторое время последовал за любимой. Там, на дне Дуная, они встретились. В конце концов, видя их такую великую любовь, волшебные силы возвращают влюблённую пару обратно на землю, к живым людям.

## Премьера
Премьера балета прошла 29 сентября 1836 года в Парижской опере.
Над постановкой работали: художники П. Л. Сисери, Э. Деплешен, Ж. Дитерле, Ш. Сешан и Л. Фёшер (декорации), А. д’Оршвиллер (костюмы); главные исполнители: Флёр де Шан — М. Тальони, барон Виллибальд — Л. С. Монжуа, дама на празднике — Л. Нобле, Рудольф — Ж. Мазилье.

## Постановки в России
Следующая постановка прошла в России.
Это было время, когда все новейшие достижения французского балета немедленно переносились на русскую сцену, Россия чётко впитывала культуру Франции, пытаясь не отстать (знание французского языка считалось в дворянской среде более важным, чем русского).
Отец и дочь Тальони были приглашены в Санкт-Петербург, куда на сцену Большого Каменного театра балетмейстер перенёс свой спектакль, оформителем которого стал известный художник А. А. Роллер. Русская премьера прошла 20 декабря 1837, в главной партии блистала Мария Тальони. Дальше в некоторых спектаклях её замещала Т. П. Смирнова.
Эта же постановка была перенесена в Москву на сцену московского Большого театра балетмейстером Т. Герино, поставившим балет на московскую приму Е. А. Санковскую. Московская премьера была показана 18 декабря 1838 года, художник И. Браун, дирижёр Д. П. Карасёв; Флёр де Шан — Е. А. Санковская..
Балет пользовался огромным успехом в России, в её обеих столицах. И в 1839 году Тальони пригласил в Санкт-Петербург композитора. Адольф Адан выехал из Парижа в конце сентября и 13 октября был в Петербурге. Узнав о его приезде, император Николай I велел дать в театре балет «Дева Дуная» с Марией Тальони в главной партии и сам со свитой посетил спектакль, а после представления был дан по этому случаю официальный прием, где А.Адан был лично представлен императору, и Николай даже обратился к Адану с предложением сочинить кавалерийский марш для своей гвардии.
В 1880 году новый главный балетмейстер Петербургской труппы императорских театров Мариус Петипа возобновил этот балет на сцене Мариинского театра. Главные партии танцевали Е. О. Вазем и П. А. Гердт, художник постановки Г. Г. Вагнер. Премьера была показана в бенефис Е. Вазем.

В воспоминаниях М. И. Петипа рассказывается о предыстории этой постановки: 
В своих мемуарах Петипа рассказывает, что Александр II как-то в антракте балетного спектакля вспомнил виденный им в детстве прелестный балет с Марией Тальони, после чего директор театра немедленно заказал Петипа эту постановку. Знаменателен следующий фрагмент их диалога: 

— Я хочу сделать государю приятный сюрприз и поставить «Деву Дуная». 

— Превосходная мысль, ваше превосходительство. 

— Знаете вы этот балет, г-н Петипа? 

— Видеть не видел, ваше превосходительство, но много о нём слышал. 

— Так я попрошу вас завтра же с утра быть у меня в конторе, мы всё это обсудим. 

Далее Петипа рассказывает, как прижимистый барон Кистер отказался от новых костюмов и декораций, использовав уже имеющиеся, и как после премьеры Его Величество пришёл на сцену в антракте и удостоил обратиться к нему со следующими словами:
«Г-н Петипа, танцы вы поставили прелестно, но, право же, ни в одном, самом захолустном театре не увидишь таких ужасных декораций о костюмов» («Мариус Петипа. Материалы, воспоминания, статьи. Л., Искусство, 1971, с. 32»). В другом переводе это место звучит ещё резче: «Но скажите, видали ли вы когда-нибудь в мизернейшем деревенском театре такое тряпьё вместо костюмов и декораций?» («Мемуары Мариуса Петипа», СПб, 1996, с. 95).
В целом постановка балета «Дева Дуная» относится к не самым удачным постановкам Петипа. И балетная критика того времени это не замедлила отметить, хотя и восхвалила работу главных исполнителей — П.Гердта и Е.Вазем. Известный балетный журналист А. Н. Плещеев в хрониках «Наш балет…» писал, что постановка оказалось неудачной.
В популярной в 19 веке газете «Санкт-Петербургские ведомости» появился неблагожелательный отклик: 
Критик «СПб Ведомостей» в своей рецензии на премьеру 1880 г. издевательски изложил либретто («Затем Дунай их благословляет и, понимая все неудобство подобного помещения для новобрачных, возвращает обоих утонувших любовников на свет Божий здравыми и невредимыми»), тоже весьма нелестно отозвался о сценографии и костюмах, и добавил: «Что нам сказать про танцы и действие вообще. Это все то же и то же, только под различными соусами. …».
Нелестно отозвался об этом представлении и балетный критик 19 века К. А. Скальковский: «Этот балет, который во времена Тальони имел такой успех и обошел все сцены Европы, показался очень жиденьким, доказывая записным театралам, что, несмотря на их восхваления того, что было в старину, балет несомненно делает шаги вперед. Правда, что „Дева Дуная“ поставлена была у нас едва ли не беднее того, как в 30-х годах, машинная часть балета была ужасна и некоторые эффекты вовсе пропали…».

## Другие постановки
Среди других постановок известна и пользуется всеобщим одобрением критики постановка 1978 года Пьер Лакотта по воспроизведению хореографии Ф.Тальони в театре в аргентинском «Колон», Буэнос-Айрес, где с исполнением главной партией Флёр де Шан прославилась одна из самых выдающихся балерин XX столетия Гилен Тесмар. В ноябре 2006 года Пьер Лакотт перенёс постановку в Токио, где она прошла с неменьшим успехом.